# Codex Aureus Escorialensis

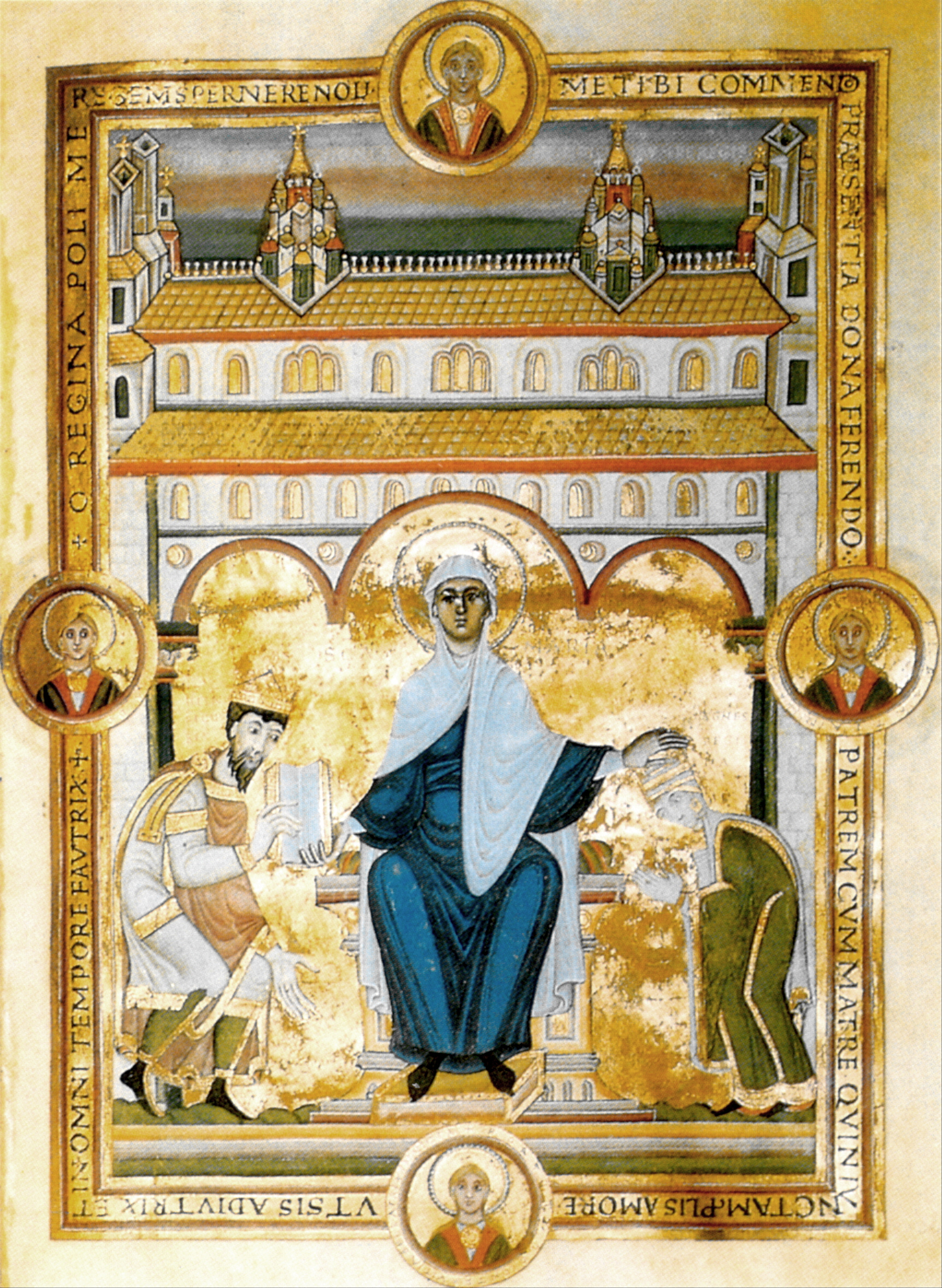
Volbladminiatuur met Keizer Hendrik III en Agnes van Poitou knielend voor Maria en op de achtergrond de dom van Speyer

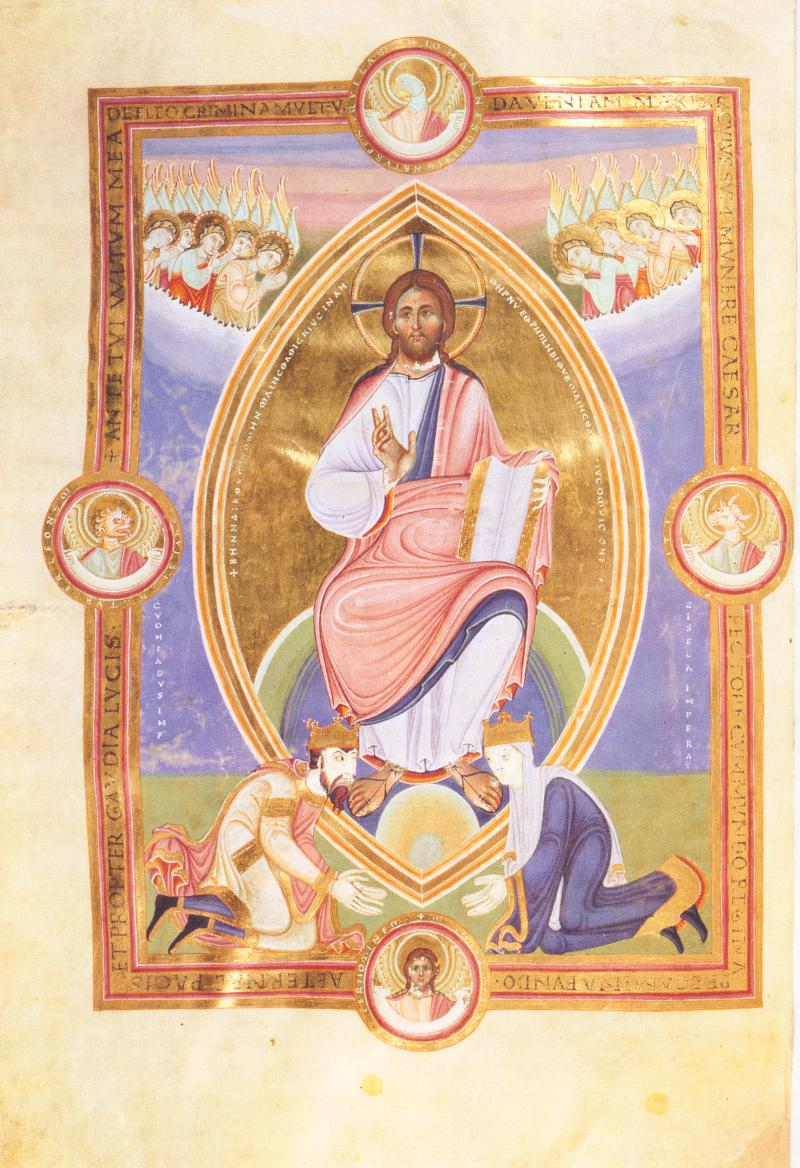
Volbladminiatuur met Keizer Koenraad II en Gisela van Zwaben knielend voor Christus

De Codex Aureus Escorialensis, ook Codex Aureus van Speyer of Evangeliarium van Speyer is een handschrift dat bewaard wordt in de koninklijke bibliotheek in het Escorial bij Madrid als codex Vitr. 17. Oorspronkelijk werd het geschonken aan de dom van Speyer. Het is een van een achttal manuscripten die als "Codex Aureus" bekend staan.

## Beschrijving
Het boek dateert van ca 1045. Het meet 500 x 335 mm. Het bevat 171 folia uit perkament van hoge kwaliteit. Het boek is in het Latijn. De tekst is geschreven in een Karolingische minuskel met goudinkt op het blanco perkament. De tekst staat in twee kolommen met maximaal 36 regels per pagina. Het boek bevat 13 volbladminiaturen en 43 halfbladminiaturen. Er wordt verondersteld dat de miniaturen zijn vervaardigd door zes verschillende kunstenaars, waaronder een Byzantijn.

## Inhoud
Het handschrift is een evangeliarium en het bevat dus de tekst van de vier canonieke Evangelies; gezien zijn luxueuze uitvoering was het bedoeld om gebruikt te worden door de vorst zelf. Het boek begint met de volbladminiatuur van Christus die boven de wereldbol troont in een met bladgoud gevulde mandorla. De tekst in de mandorla is in het Latijn maar geschreven in het Griekse alfabet. Voor Christus knielen Keizer Koenraad II en Gisela van Zwaben, de ouders van Hendrik III. Het geheel wordt omgeven door een gouden, vierhoekige rand waarin vier medaillons met de vier evangelisten zijn verwerkt.

## Geschiedenis
De opdrachtgever van het boek was keizer Hendrik III. Het handschrift werd vervaardigd in het scriptorium van de Abdij van Echternach, net als de Codex Aureus Epternacensis van omstreeks 1030. Hendrik III noemde deze codex "diadema librorum", de kroon der boeken. Hij schonk het in 1046 aan de dom van Speyer, die hij uitbouwde als grafkerk voor de Salische dynastie. Het boek was in het bezit van Maximiliaan van Oostenrijk en werd overgeërfd door zijn nakomelingen. Zo kwam het in het bezit van Filips II, die het overbracht naar het Escorial in Spanje.
Ada-evangeliarium · Barberini-evangeliarium · Boek van Armagh · Evangeliarium van Augustinus van Canterbury · Book of Durrow · Book of Kells · Codex Argenteus · Codex aureus van St. Emmeram · Codex Carolinus · Codex Aureus Epternacensis · Codex Eyckensis · Codex Gissensis · Diatessaron · Durham-evangeliarium · Evangeliarium van Echternach · Evangeliarium van Egmond · Evangeliarium van Lorsch · Gefragmenteerd evangelieboek (A. II. 10.) · Godescalc-evangelistarium · Lichfield-evangeliën · Lindisfarne-evangeliarium · Luikse diatessaron · Mac Durnan-evangeliarium · Middelnederlandse Apocalyps · Minuskel 76 · Evangeliarium van Munsterbilzen · Otho-Corpus-evangeliarium · Evangelieboek van Sankt Gallen · Xanten-evangeliarium